# 能動
「能動」（のうどう）は、日本の歌手、三浦大知の楽曲。2023年9月6日に配信限定シングルとしてリリースされた。

## 概要
- 9月3日、約7年ぶりのオリジナルアルバム「OVER」が2024年1月24日に発売されることと、アルバム収録曲となる「能動」を9月6日から先行配信することが発表された[2]。
- 9月6日0時より先行配信が開始され、9月7日に始まったライブツアー「DAICHI MIURA LIVE TOUR 2023 OVER」にて初披露された。
- 9月8日に本楽曲のミュージックビデオのティーザーが公式X（旧Twitter）に公開。その後9月21日より7日連続で出演ダンサーのショート動画が公式YouTubeチャンネルに公開された後、9月29日にミュージックビデオが公式YouTubeチャンネルにプレミア公開された。また、9月30日には、三浦本人一人のみ出演のOne Shot Choreo Videoが公式YouTubeチャンネルに公開された。

## 収録曲と規格
| #         | タイトル  | 作詞             | 作曲                        | 時間 |
| --------- | --------- | ---------------- | --------------------------- | ---- |
| 1.        | 「能動」  | TSUGUMI 三浦大知 | Tomoko Ida TSUGUMI 三浦大知 | 2:40 |
| 合計時間: | 合計時間: | 合計時間:        | 合計時間:                   | 2:40 |

## 映像作品

### 能動 -Music Video-
概要
自分の弱さや欲望を克服して前に進むのではなく、それも内包し引き連れ能動的に人生を前に進めていく意志を表現。弱さや欲望をキャラクター化した化身をそれぞれのダンサーが演じていることが9月29日のインスタライブにて明かされた。
監督
シミズヒロタカ
振付
三浦大知
ダンサー
SHOTA, Taabow, Daiki, AMI, Macoto, ASUPI, Mathew

## パフォーマンス

### テレビ披露
| 日時           | 番組名                                         | 放送局     | 出演ダンサー                              |
| -------------- | ---------------------------------------------- | ---------- | ----------------------------------------- |
| 2023年9月18日  | CDTVライブ!ライブ!2時間SP                      | TBS        | Taabow, Daiki, AMI, Macoto, ASUPI, Mathew |
| 2023年9月29日  | ミュージックステーション 3時間スペシャル       | テレビ朝日 | Taabow, Daiki, AMI, Macoto, ASUPI, Mathew |
| 2023年10月18日 | 週刊ナイナイミュージック                       | フジテレビ | Taabow, Daiki, AMI, Macoto, ASUPI, Mathew |
| 2023年11月16日 | ベストヒット歌謡祭                             | 読売テレビ | Taabow, Daiki, AMI, Macoto, ASUPI, Mathew |
| 2023年12月6日  | 2023 FNS歌謡祭                                 | フジテレビ | Taabow, Daiki, AMI, Macoto, ASUPI, Mathew |
| 2023年12月22日 | ミュージックステーション SUPER LIVE 2023       | テレビ朝日 | Taabow, Daiki, AMI, Macoto, ASUPI, Mathew |
| 2024年1月1日   | CDTVライブ!ライブ!年越しスペシャル 2023→2024   | TBS        | Taabow, Daiki, AMI, Macoto, ASUPI, Mathew |
| 2024年1月19日  | あさイチ                                       | NHK総合    | s**t kingz *スペシャルパフォーマンス      |
| 2024年1月20日  | ミュージックフェア                             | フジテレビ | Taabow, Daiki, AMI, Macoto, ASUPI, Mathew |
| 2024年3月30日  | ミュージックフェア 3000回記念コンサート 第２夜 | フジテレビ | Taabow, Daiki, AMI, Macoto, ASUPI, Mathew |
| 2024年7月6日   | THE MUSIC DAY                                  | 日本テレビ | Daiki, AMI, ASUPI, Kosuke, SOMA, Mathew   |

## 収録アルバム
| 収録アルバム | 発売日        | 備考                  |
| ------------ | ------------- | --------------------- |
| OVER         | 2024年2月14日 | 7thオリジナルアルバム |